# Andrés Ruiz
Andrés Ruiz, född 16 juli 1988, är en friidrottare från Colombia. Han deltog vid olympiska sommarspelen 2016.